# 三箇町
三箇町（さんがちょう）は、愛知県豊田市の町名。

## 概要
豊田市の北西部に位置し、藤岡地区（旧西加茂郡藤岡町の町域にほぼ相当する）に属する。全体的に山がちで、南北に長い町域を持ち、南部では町境付近に木瀬ダムとダム湖であるしらさぎ湖があり、北部は岐阜県土岐市鶴里町と接する。町域の中央部を縦貫する三箇川とそれにほぼ併走する愛知県道13号豊田多治見線沿い、及び同線が同じく町域のほぼ中央部を西進する愛知県道353号大平折平線と重複・交差する付近に、人家が疎らかに集まっている。愛知県道13号は深い山林の中を北進するが、県境上付近には広漠とした平坦地があり、土岐市南部の盆地に連続している。
大正期には陶土材料である石粉の製造が盛んであったが、昭和期に入り衰退する。

## 歴史

### 沿革
- 江戸期- 寛永期の『三河国村々高附』においては「加茂郡三ヶ村」、天保期の郷帳においては「加茂郡三箇村」という表記が見受けられる[5]。
- 1635年（寛永12年）当時- 幕府領であった[6]。
- 1698年（元禄11年）当時- 旗本久永信豊の知行地となる[4]。
- 1871年（明治4年）- 大区小区制施行により、第4大区第3小区に所属する[5]。
- 1878年（明治11年）- 郡区町村編制法施行により、加茂郡が西加茂郡と東加茂郡に分割される。これに伴い、三箇村の所属が加茂郡から西加茂郡に変更される[4]。
- 1884年（明治17年）7月- 戸長役場設置に伴い、三箇村、石畳村（いしだたみむら）、大岩村（おおいわむら）、折平村（おりだいらむら）、上渡合村（かみどあいむら）、木瀬村（きせむら）、白川村（しらかわむら）、西市野々村（にしいちののむら）、北曽木村（ほくそぎむら）の9村が同組に組み込まれる[7]。
- 1889年（明治22年）10月1日- 市制・町村制施行に伴い、三箇村、石畳村、大岩村、折平村、上渡合村、木瀬村、白川村、西市野々村、北曽木村の9村が合併して西加茂郡高岡村が誕生し[8]、三箇村は高岡村大字三箇に継承される[4]。
- 1906年（明治39年）4月1日- 高岡村、富貴下村の内3大字、藤河村が合併して藤岡村が誕生し[9]、高岡村大字三箇は藤岡村大字三箇に継承される[4]。
- 1978年（昭和53年）4月1日- 藤岡村の町制施行に伴い[9]、住所表示が藤岡町大字三箇に変更される[4]。
- 2005年（平成17年）4月1日- 藤岡町の豊田市への編入に伴い、住所表示が豊田市三箇町に変更される。

## 世帯数と人口
2019年（令和元年）7月1日現在の世帯数と人口は以下の通りである。
| 町丁   | 世帯数  | 人口  |
| ------ | ------- | ----- |
| 三箇町 | 114世帯 | 284人 |

### 人口の変遷
国勢調査による人口の推移
| 2005年（平成17年） | 376人 | [ 10 ] |  |
| 2010年（平成22年） | 354人 | [ 11 ] |  |
| 2015年（平成27年） | 311人 | [ 12 ] |  |

## 学区
市立小・中学校に通う場合、学区は以下の通りとなる。
| 番・番地等 | 小学校             | 中学校             |
| ---------- | ------------------ | ------------------ |
| 全域       | 豊田市立石畳小学校 | 豊田市立藤岡中学校 |

## 寺社

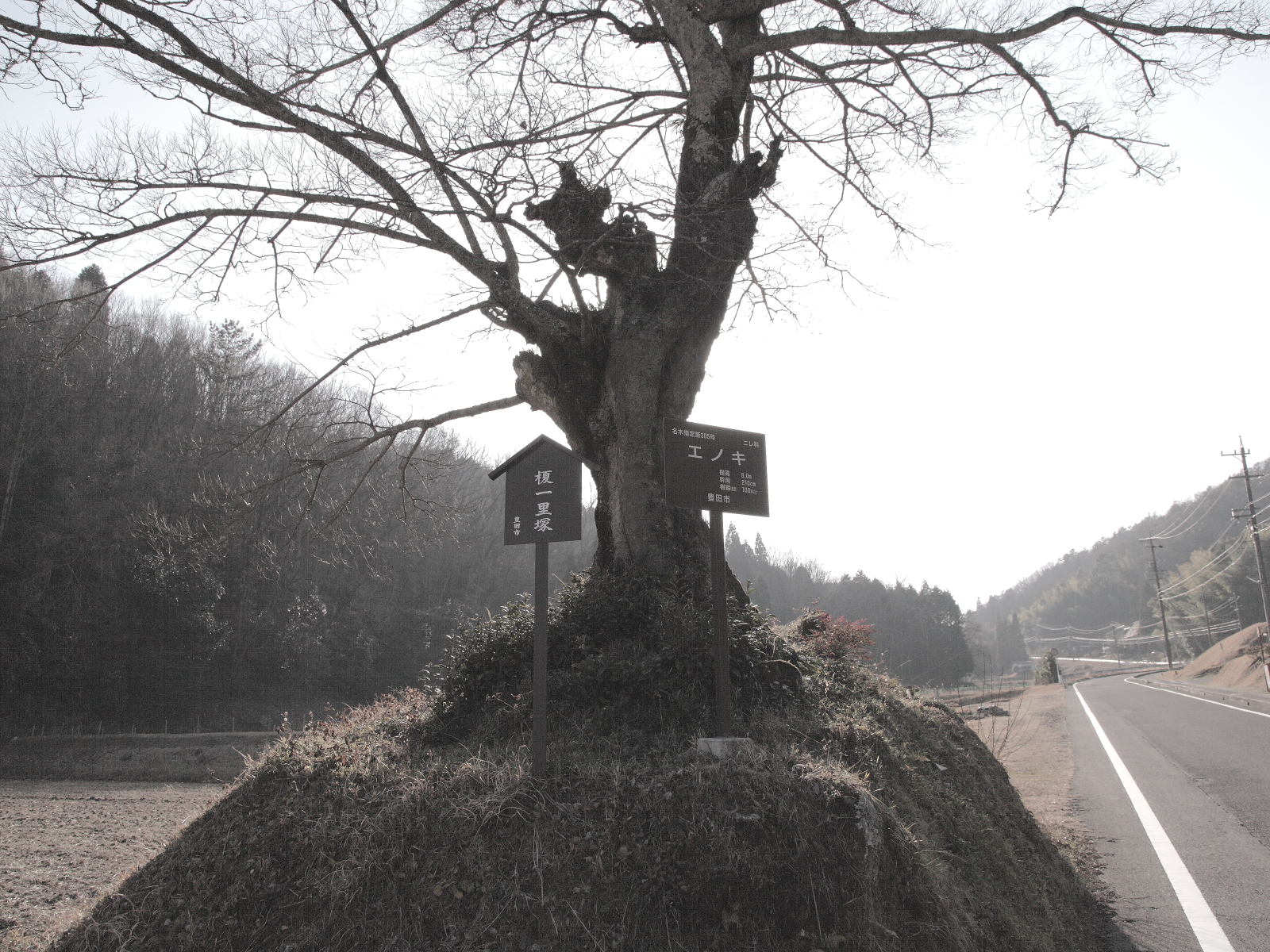
榎一里塚

- 八柱神社

1575年（天正3年）の創建といわれる。境内には1773年（安永2年）の銘のある常夜灯や、『安政三丙辰晩春吉辰、奉再建拝殿一宇』と記された棟札を持った舞台が残っている。
- 白山神社
- 曹洞宗永平寺末慶昌寺（けいしょうじ）

山号は祐克山。本尊は十一面観世音菩薩（1539年（天文5年）の銘を持つ）。1571年（元亀2年）に天桂良貞による開基、1734年（享保19年に月船漂光による開山とされる。
- 弘法堂

筋向かいには榎一里塚が残っている。

## 文化財

### 指定文化財

#### 天然記念物
- アラカシ[14]

豊田市指定。1974年（昭和49年）2月10日指定。個人が管理。
- カヤ[14]

豊田市指定。1974年（昭和49年）2月10日指定。個人が管理。

#### 名木
- ニレ科エノキ[15]

豊田市指定名木。樹高8.0m、樹齢100年以上。所在地は三箇町石田。
- スギ科スギ[15]

豊田市指定名木。樹高31.0m、樹齢500年以上。所在地は三箇町森前14。

### その他の文化財

#### 散布地
- 訳地（わけじ）遺跡- 縄文時代[6]
- 中畑（なかばた）遺跡- 縄文時代[6]

#### 古窯
- 田野尻窯- 近現代[16]

## その他

### 日本郵便
- 郵便番号 : 470-0402[2]（集配局：藤岡郵便局[17]）。